# Limnoithona sinensis
Limnoithona sinensis is een eenoogkreeftjessoort uit de familie van de Oithonidae. De wetenschappelijke naam van de soort is voor het eerst geldig gepubliceerd in 1912 door Burckhardt.